# Museo de la Ciudad de Skopie
El Museo de la Ciudad de Skopie es un museo municipal de la ciudad de Skopie, en Macedonia del Norte, que fue fundado en 1949. 

## Historia
El ayuntamiento de la ciudad de Skopie promovió la creación de un museo de la ciudad en los años 30 del siglo XX, pero su fundación no se produjo hasta unos años después del fin de la Segunda Guerra Mundial, en 1949. En los primeros años de su existencia, fue complicado encontrar una sede que satisficiera las necesidades del museo, así que entre su fundación y 1963 el museo pasó por diferentes edificios. El terremoto que hubo en la ciudad el 26 de julio de 1963 inhabilitó la sede en la que se encontraba en ese momento, que era el antiguo edificio de correos, además de producir daños en parte del material expuesto. El material fue inicialmente trasladado al pueblo de Rasche. En 1964 se acomodaron unas instalaciones provisionales para el museo y en 1966 se decidió rehabilitar para el museo el edificio de la estación de ferrocarril, proyecto que se inició en 1968 y duró algunos años. El museo se abrió al público por primera vez en 1971 para una exposición temática.

## Colecciones
Este museo consta de varios departamentos: arqueología, etnología, historia y arte.
Departamento arqueológico

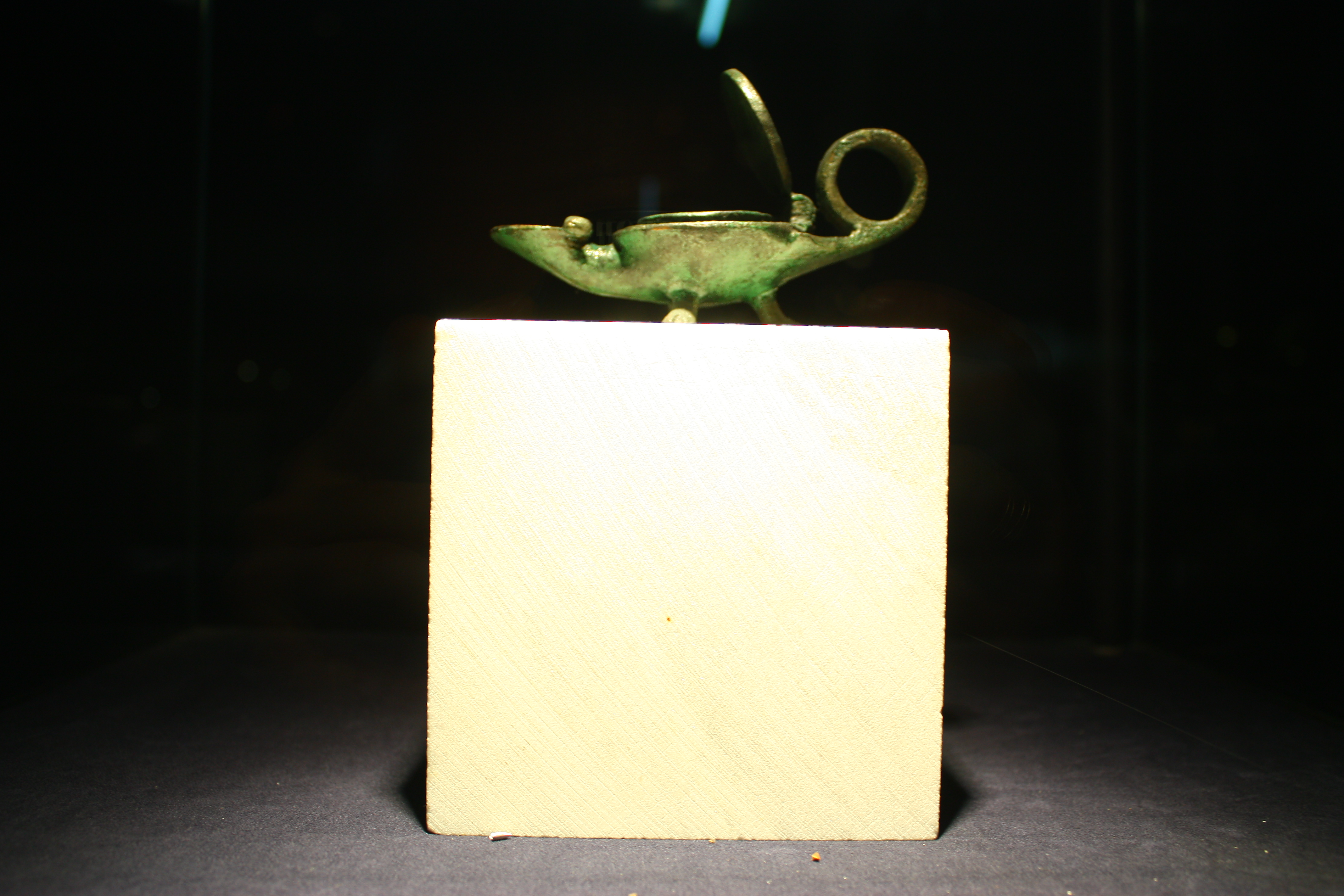
Lucerna procedente de Isar (Studenicani)

El museo contiene objetos procedentes de las excavaciones o adquisiciones de asentamientos y necrópolis de la región en torno a la ciudad de Skopie. Entre ellos se encuentran los yacimientos neolíticos de Slatina, en Zelenikovo y Cerje, en Govrlevo. Otros yacimientos de diferentes épocas son los de la Fortaleza Kale, Isar (Studenicani), Gradiste (Nerezi), la necrópolis de la Edad del Hierro de Dubiche (Volkovo), Gradiste, en Brazda —los procedentes de este último lugar fueron comprados— y el teatro romano de Skopie. Entre las necrópolis estudiadas figuran dos necrópolis de la ciudad de Skopie, y otras en Ograda (Oresani), Krusha (Sredno Nerezi), Przhali (Varvara), Ushi (Pintija), Kochkova Naselba y Rimska Banja.
Entre los objetos singulares más destacados figura una escultura neolítica de un torso masculino que se ha denominado Adán de Govrlevo.
Departamento de historia
Esta sección del museo presenta la historia de la ciudad de Skopie desde el VII hasta la actualidad. Contiene una colección de armas, desde el siglo XV hasta la Segunda Guerra Mundial, libros desde el siglo XVIII al XX, postales y fotografías antiguas, artículos relacionados con la participación de la república de Macedonia en la Segunda Guerra Mundial, otros relacionados con el terremoto de 1963, con eventos culturales y deportivos realizados entre 1960 y 1980, y con la historia más reciente de la ciudad en los últimos años.
Departamento de etnología

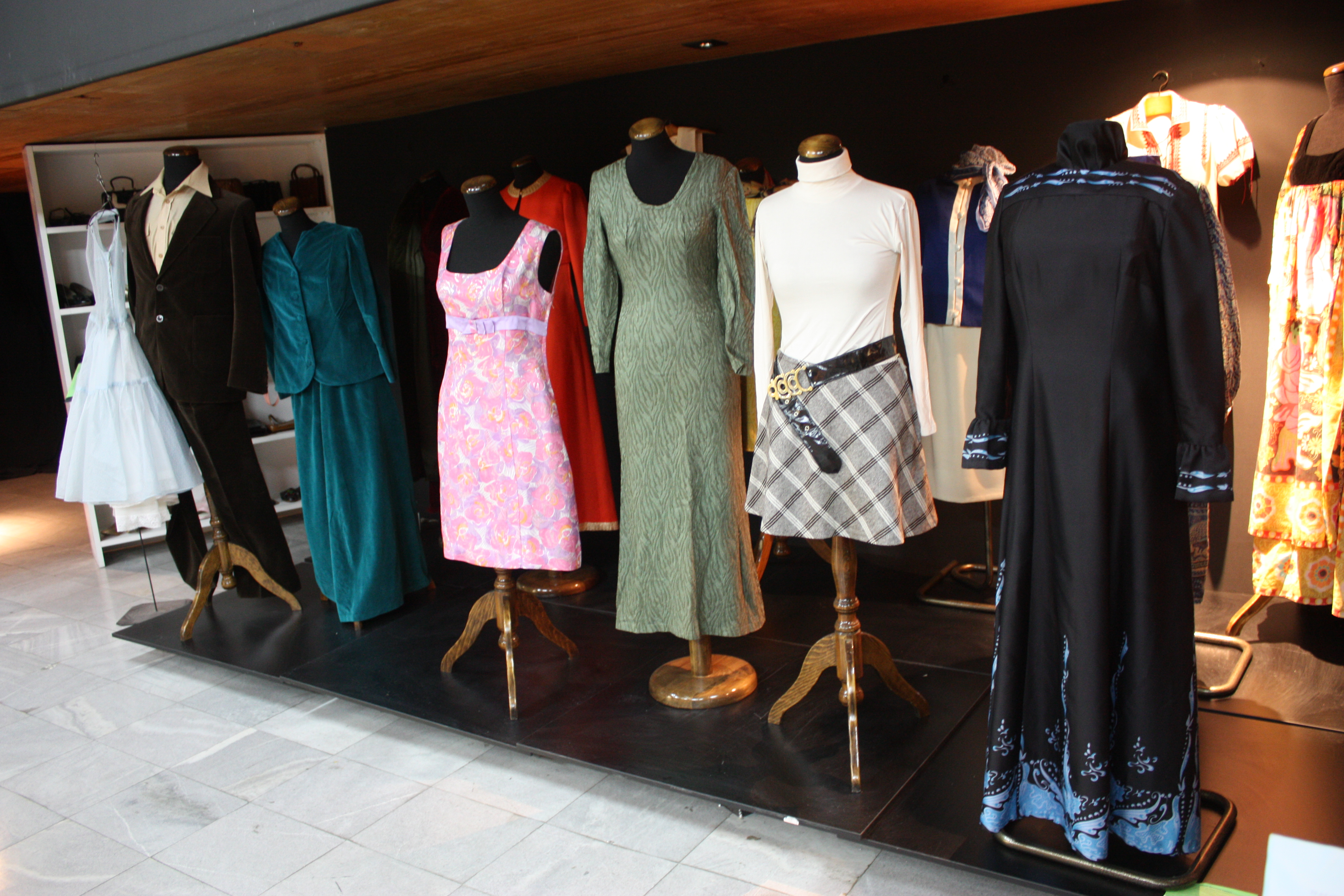
Algunos de los vestidos de la sección etnológica.

La sección de etnología consta de una colección que muestra las diversas formas de vestir a lo largo de la historia, entre los siglos X y XX; otras prendas textiles utilizadas como alfombras, o las utilizadas para cubrir camas y otros muebles; objetos de madera de la vida cotidiana; herramientas y útiles domésticos de metal; trajes y joyas populares. También hay fotografías de contenido etnológico.
Departamento de historia del arte
Este sector del museo alberga objetos de la cultura bizantina y posbizantina, como joyas y, sobre todo, objetos religiosos. Por otra parte hay una pequeña colección de iconos de los siglos XVIII y XIX. Además, la colección de objetos pertenecientes al periodo otomano comprende monedas, inscripciones en piedra, piezas de cerámica, objetos religiosos y útiles de la vida cotidiana.